# Rozenburg (Willemstad)
Rozenburg – osada (buurt) w dzielnicy Dominguito, miasta Willemstad, w dystrykcie Willemstad, w kraju autonomicznym Curaçao, należącym do Holandii, w Ameryce Południowej. 20 października 2023 r. liczyła 76 mieszkańców. Pod względem liczby mieszkańców jest najmniejszą osadą w dzielnicy.